# Tiro ao Álvaro
A Tiro ao Álvaro című brazíl dal São Paulo vidékéről származik, műfaját tekintve samba paulista. 1960-ban keletkezett, szerzői Osvaldo Moles és Adoniran Barbosa, ki első előadója is volt egyben.
A katonai diktatúra 1964-es bevezetésekor a művészek szabadságát korlátozták, így a cenzúra a Tiro ao Álvarot is elérte: mikor 1973-ban Barbosa újra ki akarta adatni, a diktatórikus államhatalom nem engedélyezte „a jó ízlés hiányára" hivatkozva, a szerző pedig nem végezte el a megkövetelt szövegjavításokat.  Az újbóli kiadásra csak 1980-ban, a diktatúra enyhültével nyílt lehetősége; az új változat előadója Elis Regina volt.

## A dal tartalma, nyelvezete
A címe a célbalövésre utal, amit portugál nyelvterületen „tiro ao alvo”-nak neveznek. Az alvo jelentése célpont, ezt Barbosa az Álvaro keresztnévre változtatta. A dal egy olyan emberről szól, aki átható és szeretetteljes pillantásokat kap egy másik személytől, olyannyira, hogy „céltáblának” érzi magát. A szöveg több São Paulo-i népnyelvi szót és kifejezést tartalmaz, ez okozta, hogy a kiadása ellen kifogást emeltek.

## Közismert felvételek
- 1980 – Elis Regina
- 1990 – Demônios da Garoa
- 2007 – Diogo Nogueira
- 2010 – Zélia Duncan
- 2016 – Péricles (a Haja Coração tévésorozat főcímdalához)